# Beyond Paradise
Beyond Paradise és una sèrie de televisió dramàtica britànica que es va emetre per primera vegada el 24 de febrer de 2023 al Regne Unit. És un spin-off de la sèrie de llarga durada Death in Paradise, i és protagonitzada per Kris Marshall i Sally Bretton.
El 8 d'abril de 2023 es va renovar per a una segona temporada i un especial de Nadal. El 26 d'abril de 2024 es va encarregar un altre especial de Nadal i una tercera temporada.

## Sinopsi
La sèrie segueix l'inspector detectiu Humphrey Goodman, que va deixar Saint Marie per estar amb Martha Lloyd a Londres. Després de comprometre's, la parella es trasllada al poble natal de Martha, Shipton Abbott, prop de la costa de Devon. Poc després d'arribar, Humphrey s'uneix al petit equip de policia local, on ràpidament causa una impressió en els oficials locals: la sergent detectiva Esther Williams, l'oficial Kelby Hartford i la treballadora d'oficina Margo Martins, aportant un enfocament completament nou al treball policial.

## Repartiment

### Personatges principals
- Kris Marshall com a inspector Humphrey Goodman
- Sally Bretton com a Martha Lloyd, promesa de Humphrey
- Zahra Ahmadi com a sergent Esther Williams
- Dylan Llewellyn com a Constable Kelby Hartford
- Felicity Montagu com a Margo Martins, oficial de suport
- Barbara Flynn com a Anne Lloyd, mare de Martha

### Personatges recurrents
- Jamie Bamber com a Archie Hughes, soci de Martha i ex-promès (temporada 1)
- Melina Sinadinou com a Zoe, filla d'Esther (temporada 2)
- Chris Jenks com a Josh Woods, lladre
- Eva Feiler com a Lucy, promesa de Josh Woods
- Jade Harrison com a superintendent en cap Charlotte (Charlie) Woods
- Peter Davison com a Peter/Richard Baxter, cita d'internet d'Anne (temporada 2)
- Amalia Vitale com a Hannah Owen, treballadora de casos d'acolliment (temporada 2)

### Personatges decrossoverambDeath in Paradise
- Don Warrington com a comissari Selwyn Patterson
- Élizabeth Bourgine com a Catherine Bordey
- Ralf Little com a inspector Neville Parker
- Shantol Jackson com a sergent Naomi Thomas
- Tahj Miles com a oficial Marlon Pryce

## Producció
El juny de 2022 es va anunciar com l'spin-off de Death in Paradise, que va ser encarregat per BBC One i BritBox International. El rodatge va començar l'agost d'aquell any. Després que finalitzés la primera temporada, la BBC va anunciar que s'havia renovat per a una segona temporada més un especial de Nadal que s'emetria l'any següent.

### Càsting
Kris Marshall va ser un dels detectius més populars dels que havien aparegut a Death in Paradise i els productors sabien que havia tingut bona acollida entre el públic de tot el món. Els productors van sentir que els espectadors volien saber què havia passat amb Humphrey i Martha. Sally Bretton també va repetir el seu paper de Death in Paradise. Zahra Ahmadi i Barbara Flynn havien aparegut anteriorment en episodis de Death in Paradise interpretant diferents personatges.

### Ambientació
La sèrie està ambientada a la ciutat costanera fictícia de Shipton Abbott, a Devon. Es van considerar diverses localitzacions, però els productors es van establir al West Country, ja que consideraven que Devon no s'havia utilitzat gaire sovint en drama televisiu. Van decidir filmar a la localitat còrnica de Looe perquè té una comunitat pròspera amb negocis de pesca; a més, algunes escenes es van filmar a les veïnes Polperro i Fowey. El poble fictici es troba una mica retirada de la costa, de manera que es podrien desenvolupar diferents històries.

## Acollida
Michael Hogan de The Daily Telegraph li va donar quatre estrelles de cinc, proclamant-la "superior a la seva sèrie mare" i "Encantadora, alegre i prou atractiva, era el delicte acollidor que no sabíem que necessitàvem". Jack Seale de The Guardian, per contra, va concedir al primer episodi només dues de cinc estrelles.